# 官坂镇
官坂镇是福建省福州市连江县下辖的一个镇，位于罗源湾南岸，面积42平方公里。下辖16个行政村27个自然村。乡政府驻地在官坂村。

## 行政区划
现辖：
北营村、下濂村、塘边村、辋川村、浮泉村、塘口村、梅阳村、合山村、梅里村、洋尾村、官坂村、白鹤村、莺头村、东头村、东沃村和石丘村。